# Attacus chinensis
Attacus chinensis är en fjärilsart som beskrevs av Eugène Louis Bouvier 1936. Attacus chinensis ingår i släktet Attacus och familjen påfågelsspinnare. Inga underarter finns listade i Catalogue of Life.